# NGC 5345
NGC 5345 ist eine 12,5 mag helle aktive Spiralgalaxie mit ausgedehnten Sternentstehungsgebieten vom Hubble-Typ Sa im Sternbild Jungfrau auf der Ekliptik. Sie ist schätzungsweise 319 Millionen Lichtjahre von der Milchstraße entfernt und hat einen Durchmesser von etwa 150.000 Lichtjahren. 

Im selben Himmelsareal befindet sich u. a. die Galaxie IC 4338.
Das Objekt wurde am 15. April 1787 von Wilhelm Herschel mit einem 18,7-Zoll-Spiegelteleskop entdeckt, der sie dabei mit „pB, S, mbM“ beschrieb.